# Abroma augustum
Abroma augustum là một loài thực vật có hoa trong họ Cẩm quỳ (Malvaceae). Loài này được Carl Linnaeus mô tả khoa học đầu tiên năm 1768 dưới danh pháp Theobroma augusta. Năm 1776, Nikolaus Joseph von Jacquin mô tả chi Abroma với loài duy nhất được tác giả gọi là Abroma fastuosum kèm theo miêu tả và hình minh họa. Tuy nhiên, do Jacquin đã đổi tên từ tên gọi Theobroma augusta L., nên theo quy tắc của ICN thì tên gọi đúng phải là Abroma augustum, còn A. fastuosum là tên gọi bất hợp lệ. Tên gọi chính xác của loài điển hình (A. augustum (L.) L.f., 1782) đã được Carl Linnaeus Trẻ đặt năm 1782.
.
Các tên gọi trong tiếng Việt của loài này là tai mèo, bất thực, vông vàng, bông vàng, múc, bom wan.

## Hình ảnh

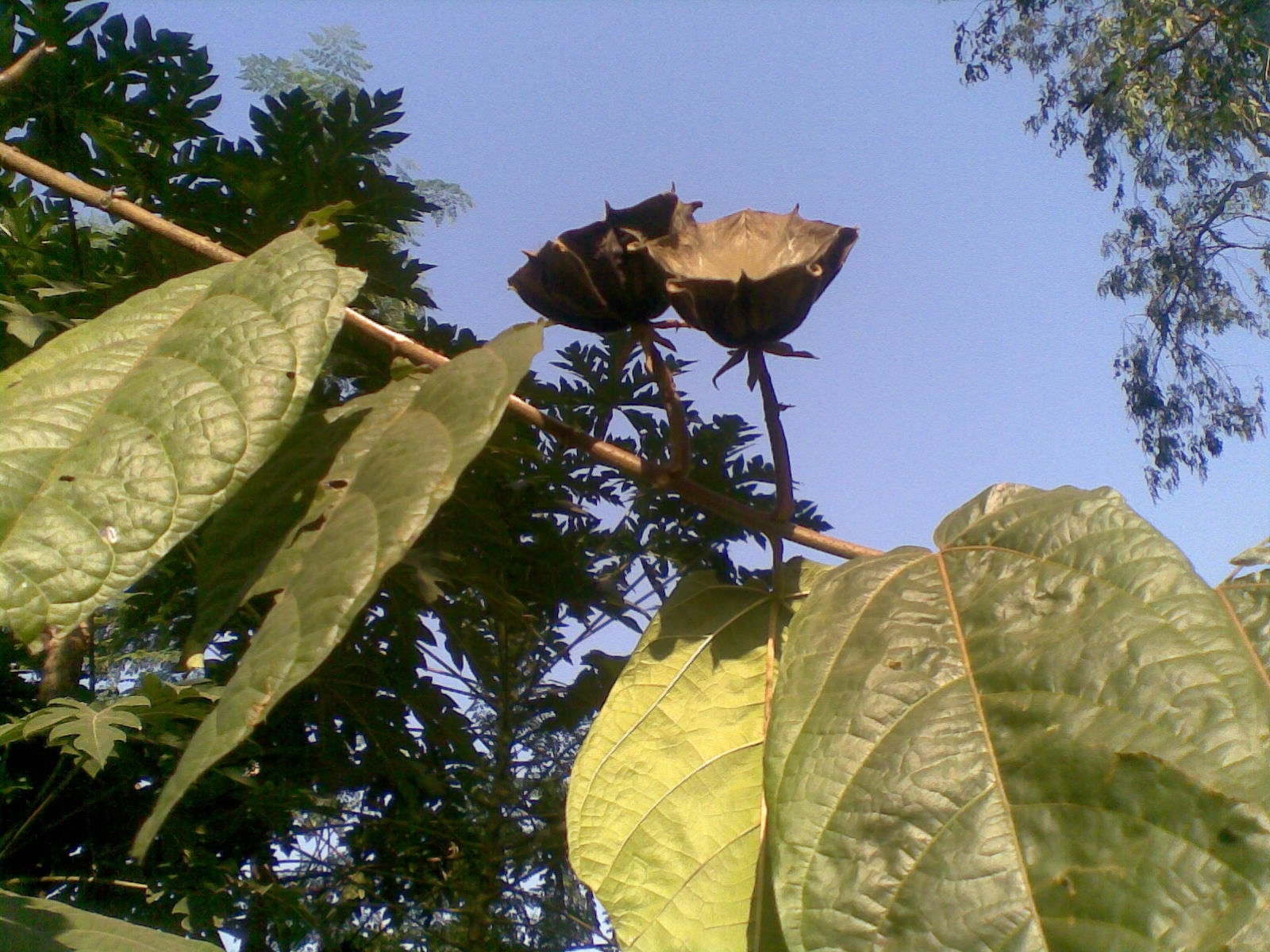
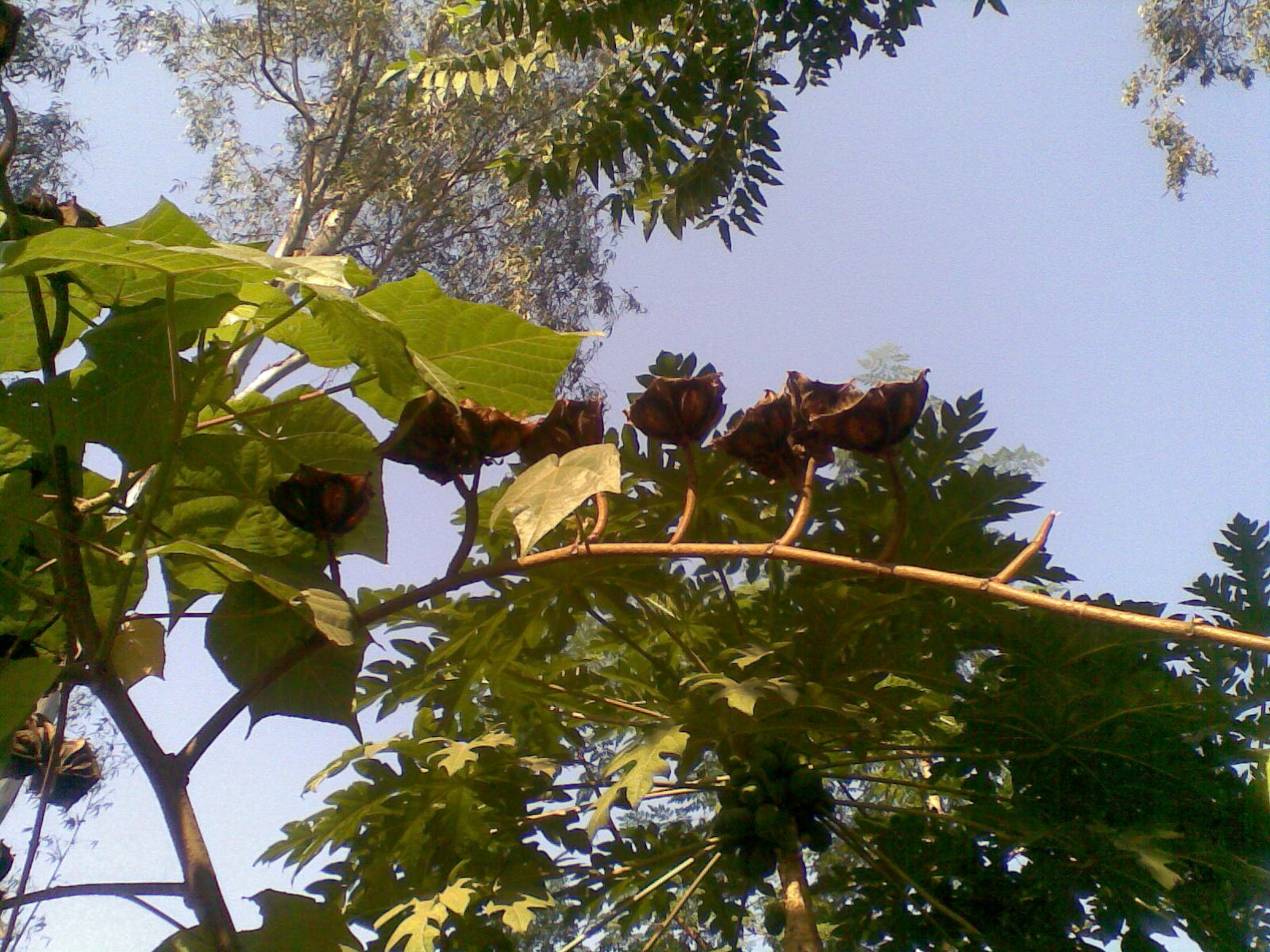
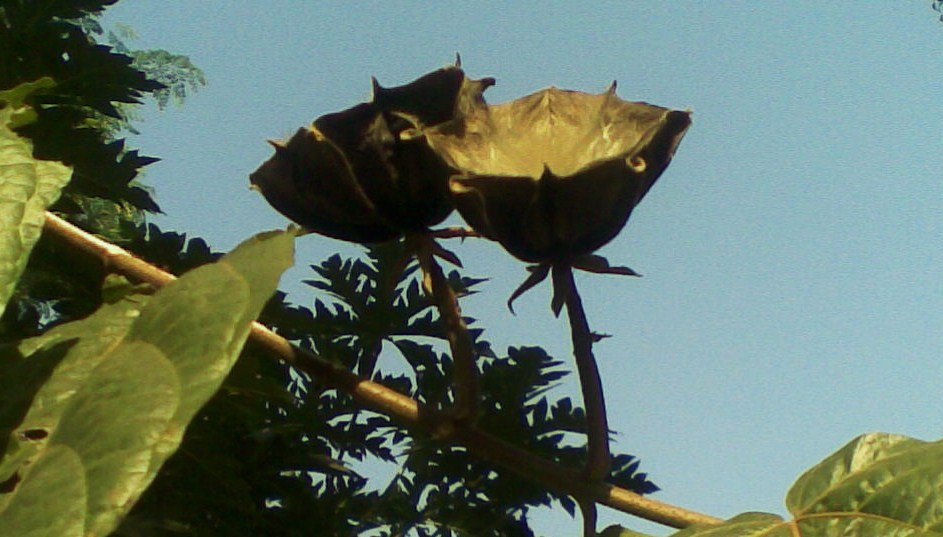
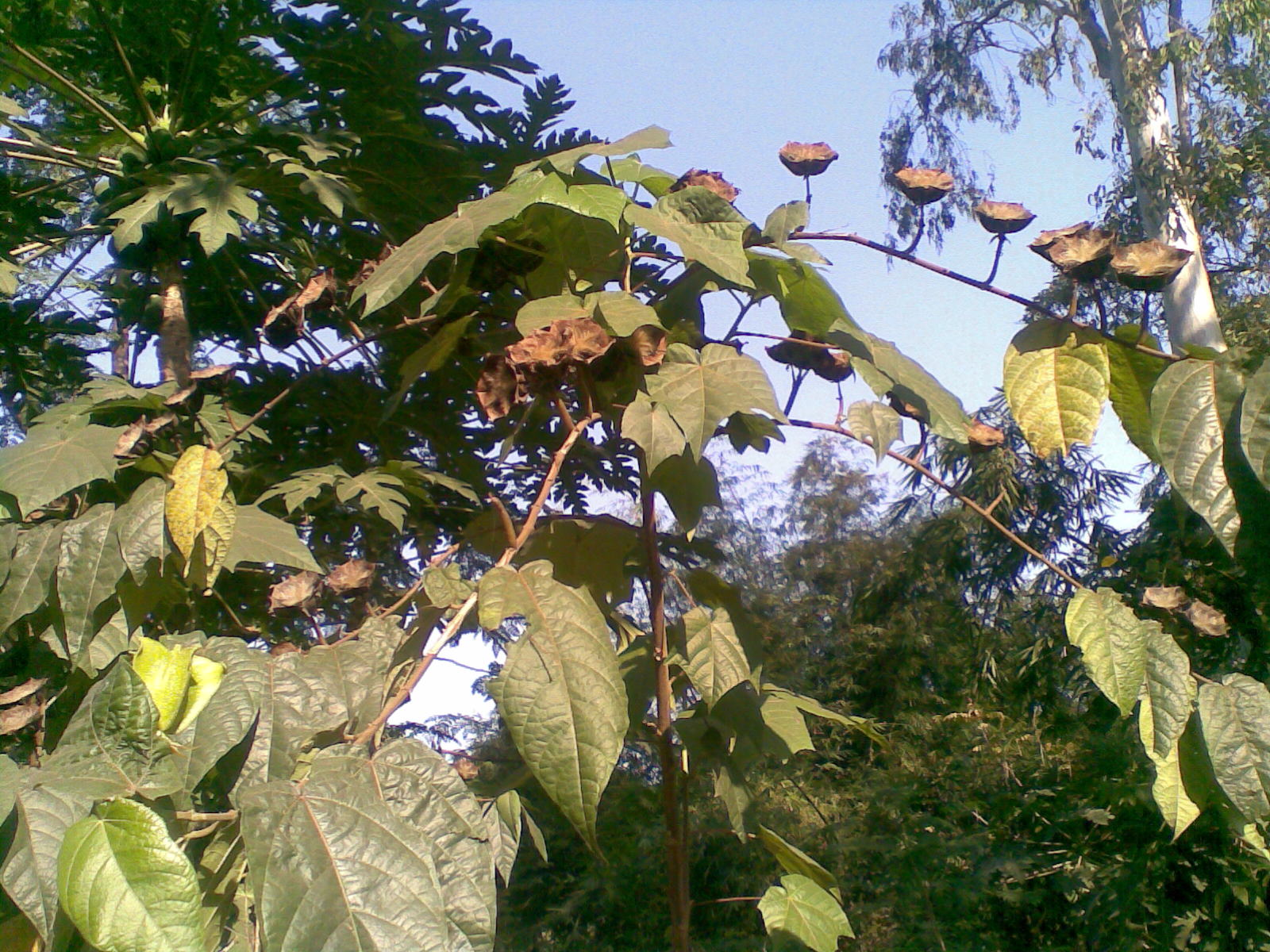